# Firas Gandah
Firas Gandah (Al-Zarqa, 29 luglio 1965) è un architetto e docente giordano.

## Biografia
Nasce a Zarqa, Giordania, si trasferisce in Italia per intraprendere gli studi universitari ottenendo la laurea in Architettura, indirizzo Urbanistica, all'Università degli Studi di Palermo nel 1990. Nel 1996 ottiene il dottorato di ricerca in pianificazione urbana e territoriale sotto la supervisione scientifica del Prof. Vincenzo Cabianca.
È attualmente professore Associato nel Dipartimento di Architettura di Al Balqa' Applied University (BAU) in cui ha ricoperto il ruolo di Head of Department e ricopre il ruolo di Assistant Dean of Students Affairs.
Svolge ricerca nel campo della gestione e fruizione dei beni culturali e storia dell'architettura

## Pubblicazioni
- Petra: come trasformare i valori identificati da vincoli in risorse attraverso la conoscenza applicata su un sito di grande importanza archeologica :  coordinatore: Bruno Jaforte; tutors: Vincenzo Cabianca, Giuseppe Dato, Kamel Mahadin, Habis Samawi, University of Jordan; Università di Palermo, Università di Catania, Università di Reggio Calabria
- The Conservation Status of the Pyramid of Khufu,in International Knowledge Sharing Platform ISSN 2224-3178 (Paper)  ISSN 2225-0964 (Online) Vol.26, 2015
- Early Architecture on the Mediterranean Island of Pantelleria, in International Knowledge Sharing Platform ISSN 2224-3178 (Paper)  ISSN 2225-0964 (Online) Vol.29, 2016
- Re-Use of Abandoned Quarries; Case Study of Eco-Tourism and Rangers Academy – Ajloun - Jordan, Gandah F. Atiyat D (2016) J Civil Environ Eng ISSN 2165-784X JCEE
- Children & Outdoor Urban Spaces Planning, in International Knowledge Sharing Platform 2017, ISSN(Paper) 2224-610X ISSN (Online)2225-0603)